# 11-я смешанная авиационная дивизия
11-я смешанная авиационная дивизия — воинское соединение вооружённых Вооружённых Сил СССР в Великой Отечественной войне.

## История
Дивизия сформирована в августе 1940 года в Западном Особом ВО. На 22 июня 1941 года управление дивизии базировалось в Лиде, полки базировались на аэродромах Желудок, Черлена, Скидель, Лесище, Щучин. В дивизии насчитывалось 208 самолётов типов Пе-2, И-16, И-15, И-15 бис, И-153, СБ, из них 19 неисправных.
В составе действующей армии с 22 июня 1941 по 13 февраля 1942 года.
На 22 июня 1941 года все полки дивизии были передислоцированы на полевые аэродромы: 
- 16-й бомбардировочный полк в Черлену (неподалёку от Мостов),
- 122-й истребительный в Новый Двор, в 15 километрах от границы, несколько западнее Гродно,
- 127-й истребительный полк в район Лесище восточнее Скидели.[2].

С началом войны все полки дивизии подверглись бомбардировкам на аэродромах и понесли значительные потери в материальной части. Тем не менее, дивизия сумела совершить несколько боевых вылетов, отчиталась о 17 сбитых Bf-109, 11 Bf-110 и 7 Ju-88.
Из политдонесения дивизии о боях утра 22.06.1941

22.6.41 с 4.15 до 5.50 четыре бомбардировщики противника совершили налёт на г. Лиду. Разбит поезд Белосток-Ленинград…
5.05 противник сделал налёт на аэродром Новый Двор. Сгорело 2 самолёта. Количество выбывших самолётов не установлено.
10 самолётов И-16 перебазированы в г. Лиду.

9.50 до… 37 самолётов «Ю-88» совершили налёт на аэродром Черлена. Самолёты СБ ярко горят. Подробности и потери неизвестны.

127 иап, с 3.30 до 12.00 совершили 8 боевых вылетов в районе Черлена-Гродно… Сбито два До-215. Потери — один ст. политрук.

6.20-11.00, 2 аэ (ав. эскадр.) 127 иап — 15 самолёто-вылетов. 10.45 вели воздушный бой в районе Черлена-Гродно с 27-30 самолётами До-215. Сбитых нет…

05.20 до 10.50, 3 аэ 127 иап — 8 вылетов. До 10.30 воздушный бой с До-215 в районе Черлены… /потерь/ нет.

06.45 до 10.50, 4-я аэ 127 иап — 11 самолёто-вылетов. 10.20 до 10-30 воздушный бой с группой… районе Черлены. Сбит один До-215. Потерь нет. 12-30."

— http://zhistory.org.ua/11sad.htm
За первый день войны дивизия потеряла 127 самолётов, из них в воздухе только около 20. За второй день войны дивизия полностью утратила материальную часть и 23 июня 1941 года управление дивизии с оставшимся личным составом было отведено в тыл.
В июле 1941 года дивизия вернулась на фронт, имея в составе уже другие полки, в состав ВВС 21-й армии, участвовала в Смоленском сражении, в частности, в отражении форсирования Днепра немецкой 2-й танковой группой Г. Гудериана в районе Могилёва. 
К августу 1941 года дивизия базировалась в Хотимске, входя в состав ВВС 13-й армии. На 5 августа 1941 года имела в составе:
- 4-й штурмовой авиационный полк (4 Ил-2),
- 184-й истребительный авиаполк (6 И-16, из них два неисправных),
- 32-й «А» истребительный авиаполк (7 И-16, из них пять неисправных)[5].

Действовала в районах Рославль, Орёл, Брянск, впоследствии принимала участие в отражении наступления 2-й танковой группы в ходе операции «Тайфун».
В конце ноября 1941 года дивизия послужила основой для формирования в Ряжске авиационной группы генерала Г. П. Кравченко. Вскоре дивизия перелетела на аэродромы в районе Ступино и Новомосковска, и начала действовать против войск противника в районах Тула — Малоярославец
13 февраля 1942 года управление дивизии обращено на формирование Управления ВВС 3-й армии.

## Состав дивизии
На 22.06.1941 года
Управление — Лида
16-й скоростной бомбардировочный авиационный полк — Желудок
122-й истребительный авиационный полк — Лида
127-й истребительный авиационный полк — Скидель
190-й штурмовой авиационный полк (в стадии формирования) — Щучин

В разное время
- 16-й бомбардировочный авиационный полк (СБ, Пе-2) (1940 — 31.07.1941)
- 122-й истребительный авиационный полк (И-16, И-15бис) (1940 — 25.06.1941)
- 127-й истребительный авиационный полк (И-15, И-153) (1940 — 28.06.1941)
- 190-й штурмовой авиационный полк[7] (в стадии формирования) (14.04.1941 — 20.12.1941 г.)[8]
- 4-й штурмовой авиационный полк (02.07.1941 — 20.08.1941)
- 32-й "А" истребительный авиационный полк (11.07.1941 — 05.08.1941)
- 60-й бомбардировочный авиационный полк (СБ) (09.07.1941 — 05.08.1941)
- 162-й истребительный авиационный полк (20.08.1941 — 16.10.1941)
- 165-й истребительный авиационный полк[8] (22.11.1941 — 13.02.1942)
- 174-й штурмовой авиационный полк (Ил-2) (06.08.1941 — ?)
- 184-й истребительный авиационный полк[8] (03.07.1941 — 13.02.1942)
- 237-й штурмовой авиационный полк (Ил-2) (06.1941 — 08.1941)
- 241-й штурмовой авиационный полк[8]
- 245-й штурмовой авиационный полк (Ил-2) (08.1941 — ?)
- 261-й бомбардировочный авиационный полк (Пе-2) (27.08.1941 — 15.10.1941)
- 274-й истребительный авиационный полк (МиГ-3) (10.09.1941 — 20.11.1941)
- 646-й ночной бомбардировочный авиационный полк (01.1942)

## Подчинение
| Дата            | Фронт (округ)      | Армия          | Корпус | Примечания |
| --------------- | ------------------ | -------------- | ------ | ---------- |
| 22.06.1941 года | Западный фронт     | ВВС 3-й армии  | -      | -          |
| 01.07.1941 года | Западный фронт     | ВВС 21-й армии | -      | -          |
| 10.07.1941 года | Западный фронт     | ВВС 21-й армии | -      | -          |
| 24.07.1941 года | Центральный фронт  | ВВС 13-й армии | -      | -          |
| 01.09.1941 года | Брянский фронт     | -              | -      | -          |
| 01.10.1941 года | Брянский фронт     | -              | -      | -          |
| 01.11.1941 года | Брянский фронт     | -              | -      | -          |
| 01.12.1941 года | Юго-Западный фронт | -              | -      | -          |
| 01.01.1942 года | Брянский фронт     | -              | -      | -          |
| 01.02.1942 года | Брянский фронт     | -              | -      | -          |

## Командиры
- Ганичев, Пётр Иванович, полковник (? — 22.06.1941), убит при налёте в первый день войны
- Юзеев, Леонид Николаевич, подполковник (22.06.1941 — 22.06.1941), тяжело ранен при налёте
- Гордиенко, Андрей Васильевич, подполковник (22.06.1941 — 22.06.1941)
- Кравченко, Григорий Пантелеевич, генерал-лейтенант авиации  (22.06.1941 — 23.02.1943)
- Ложечников, Андрей Александрович, майор (13.11.1941 — 13.02.1942)

## Участие в операциях и битвах
- Приграничные сражения — с 22 июня 1941 года по 29 июня 1941 года.
- Смоленское сражение (1941) — с 10 июля 1941 года по 24 июля 1941 года
- Орловско-Брянская операция — с 30 сентября 1941 года по 23 октября 1941 года.
- Тульская оборонительная операция — с 24 октября 1941 года по 16 декабря 1941 года.

## Отличившиеся воины
- Гетьман Семён Григорьевич, майор, командир 4-го штурмового авиационного полка 11-й смешанной авиационной дивизии Военно-воздушных сил Западного фронта за мужество и героизм, проявленные в боях с немецко-фашистскими захватчиками, Указом Президиума Верховного Совета СССР от 4 октября 1941 года присвоено звание Героя Советского Союза с вручением ордена Ленина и медали «Золотая Звезда» (№ 566).
- Коротков Михаил Иванович, майор, командир эскадрильи 241-го штурмового авиационного полка 11-й смешанной авиационной дивизии ВВС 3-й армии Брянского фронта 14 февраля 1943 года удостоен звания Герой Советского Союза. Посмертно.
- Машковский Степан Филиппович, старший лейтенант, командир эскадрильи 184-го истребительного авиационного полка 11-й смешанной авиационной дивизии Военно-воздушных сил Брянского Фронта 11 сентября 1941 года удостоен звания Герой Советского Союза. Золотая Звезда № 544.
- Сыченко Пётр Фёдорович, капитан, заместитель командира эскадрильи 241-го штурмового авиационного полка  11-й смешанной авиационной дивизии ВВС 3-й армии Брянского фронта 14 февраля 1943 года удостоен звания Герой Советского Союза. Золотая Звезда № 938.